# هلبية الفم
هُلبية الفم (الاسم العلمي: Gonostomatidae) فصيلة لأسماك تعيش في أعماق البحر، وتسمى أحيانا الأسماك المضيئة وتشمل فقط ثمانية أجناس معروفة، و32 نوع. ومع ذلك، فإن أسماك بريستلماوثز تعوض افتقارها إلى التنوع من خلال أعدادها: يتضمن جنس سايكلوزون (Cyclothone) اثني عشر نوعًا، ويُنظر إليه على أنه (بالإضافة إلى جنسفينسيغيويريا (Vinciguerria)) أكثر أجناس الفقاريات وفرة في العالم.
يرجع تاريخ السجل الحفري لهذه الفصيلة إلى العصر الميوسيني، حيث اكتُشفت عن طريق إل إس بيرج (L. S. Berg) عام 1958. وتوجد هذه الأسماك غالبًا في المحيط الأطلنطي والمحيط الهندي والمحيط الهادئ على الرغم من احتمال وجود جنس سايكلوزون ميكرودون (Cyclothone microdon) في مياه القطب الشمالي. وتتمتع هذه الأسماك بأجسام مستطيلة يتراوح طولها من 2 سنتيمتر (0.79 بوصة) إلى 30 سنتيمتر (12 بوصة). وتمتلك عددًا من الأعضاء المضيئة (photophores) المنتجة للضوء الأحمر أو الأخضر بالمحاذاة مع الجوانب السفلية لرؤوسها أو أجسامها. ويأتي اسمها الرئيسي الشائع، بريستلماوث، من أحجامهم المتساوية الغريبة والمشابهة للأسنان التي تشبه الشعر المتسمر. وبسبب العمق الذي تعيش فيه، حيث الضوء الخافت جدًا المخترق للمياه، تتلون السمكة عادة باللون الأسود كي تختفي من الفريسة.

## التصنيف
تتضمن بعض التصنيفات أجناس بوليشزايث (Pollichthys) وفينسيغيويريا، ولكن يتتبع هذا المقال أصل الأسماك في وضعهم في فصيلة فوسيشزايداي(Phosichthyidae).
كما تتضمن بعض التصنيفات أنواعًا داخل الجنس زافوتياس (Zaphotias) ولكنهم مرادفات جديدة للأنواع الجنس البني.